# Necro Butcher
Dylan Keith Summers (Morgantown, 13 de julho de 1974) mais conhecido como Necro Butcher é um lutador estadunidense. Trabalhou para importantes promotoras do wrestling como Ring of Honor, Full Impact Pro, IWA-Mid South, Pro Wrestling Guerrilla, Big Japan Pro Wrestling, e Combat Zone Wrestling.

## No wrestling
- Movimentos
  - Choose Death
  - Necro Bomb
  - Asiatic Spike

- Golpes
  - Chokebomb
  - Death valley driver
  - Diving crossbody
  - Life Constrictor
  - Body Slam
  - Multiple Stiff
  - Necro–canrana
  - West Virginia Violence Parade

## Títulos
- Capital of Texas Power Wrestling
  - CTPW Tag Team Championship

- Championship Wrestling Association
  - CWA Hardcore Championship

- Combat Zone Wrestling
  - CZW World Tag Team Championship
  - CZW Ultraviolent Underground Championship

- Frontier Wrestling Alliance
  - FWA Brass Knuckles Championship

- Independent Wrestling Association Deep-South
  - Carnage Cup (2006)

- Independent Wrestling Association Mid-South
  - IWA Mid-South Deathmatch Championship
  - IWA Mid-South King of the Deathmatch

- Insane Hardcore Wrestling
  - IHW Championship
  - IHW Hardcore Championship

- Insane Wrestling Federation
  - IWF Heavyweight Championship

- Jersey All Pro Wrestling
  - JAPW Tag Team Championship

- Juggalo Championship Wrestling
  - JCW Tag Team Championship

- NWA Southwest
  - NWA Texas Brass Knuckles Championship

- Pro Wrestling Illustrated

- Texas All-Star Wrestling
  - TASW Brass Knuckles Championship
  - TASW Heavyweight Championship

- Texas Championship Wrestling
  - TCW Hardcore Championship

- westside Xtreme wrestling
  - wXw Hardcore Championship

- Xtreme Intense Championship Wrestling
  - XICW Xtreme Championship

- Wrestling Observer Newsletter

(2008, 2009)